# Mendhenítsa
Mendhenítsa (Mendenitsa) är en ort i Grekland.   Den ligger i prefekturen Fthiotis och regionen Grekiska fastlandet, i den centrala delen av landet, 130 km nordväst om huvudstaden Aten. Mendhenítsa ligger 528 meter över havet och antalet invånare är 213.
Terrängen runt Mendhenítsa är lite bergig. Runt Mendhenítsa är det ganska glesbefolkat, med 32 invånare per kvadratkilometer. Närmaste större samhälle är Mólos, 7,1 km norr om Mendhenítsa. 